# Galen Rupp
Pour les articles homonymes, voir Rupp.
Galen Rupp (né le 8 mai 1986 à Portland) est un athlète américain, spécialiste des courses de fond. Il détient le record des États-Unis du 10 000 mètres en 26 min 44 s 36 (2014). Il apparaît actuellement dans l'enquête de l'Usada (agence antidopage américaine), révélée le 4 juin 2015 par la BBC, qui cible également son entraîneur.

## Biographie
Il se distingue lors des saisons 2004 et 2005 en améliorant les records des États-Unis juniors en plein air du 3 000 m (7 min 49 s 16), du 5 000 m (13 min 37 s 91) et du 10 000 m (28 min 15 s 52).
Il se classe 11e des Championnats du monde 2007, 13e des Jeux olympiques de 2008 et 8e des Championnats du monde 2009.
Il remporte le titre du 10 000 m des Championnats des États-Unis en 2009, 2010 et 2011.
En 2011, Galen Rupp établit un nouveau record d'Amérique du Nord, d'Amérique centrale et des Caraïbes du 10 000 m en 26 min 48 s 00 à l'occasion du mémorial Van Damme de Bruxelles. Il améliore de plus de dix secondes l'ancienne meilleure marque continentale détenue depuis 2010 par son compatriote Chris Solinsky.
Lors des Jeux olympiques de Londres, en août 2012, l’Américain se classe deuxième de l'épreuve du 10 000 m en 27 min 30 s 90, derrière le Britannique Mohamed Farah, son partenaire d'entraînement, et devant l’Éthiopien Tariku Bekele. Il devient à cette occasion le premier athlète américain médaillé dans cette épreuve depuis Billy Mills, vainqueur des Jeux olympiques de 1964.
En juin 2013, il remporte pour la cinquième année consécutive le titre du 10 000 m des championnats des États-Unis, à Des Moines, en 28 min 47 s 32.
Il améliore son propre record d'Amérique du Nord, d'Amérique centrale et des Caraïbes du 10 000 m en mai 2014 à Eugene avec le temps de 26 min 44 s 36.
Le 13 février 2016 à Los Angeles, il remporte le marathon des sélections olympiques américaines d'athlétisme 2016 en 2 h 11 min 12 s, pour ce qui constituait le premier marathon de sa carrière. Il bat notamment Meb Keflezighi de plus d'une minute. Le 1er juillet 2016, il remporte également les sélections du 10000 m, à Eugene, en 27 min 55 s 04, en devançant Shadrack Kipchirchir, 28:01.52 et Leonard Korir, 28:16.97.
Lors des Jeux olympiques de Rio, il termine 3e du marathon avec un temps de 2 h 10 min 5 s.
Le 6 mai 2018, Rupp remporte le marathon de Prague en 2 h 6 min 7 s et y établit son nouveau record personnel.

## Palmarès

### International
| Date | Compétition                    | Lieu           | Résultat | Épreuve       |
| ---- | ------------------------------ | -------------- | -------- | ------------- |
| 2007 | Championnats du monde          | Osaka          | 11e      | 10 000 m      |
| 2008 | Jeux olympiques                | Pékin          | 13e      | 10 000 m      |
| 2009 | Championnats du monde          | Berlin         | 8e       | 10 000 m      |
| 2010 | Championnats du monde en salle | Doha           | 5e       | 3 000 m       |
| 2011 | Championnats du monde          | Daegu          | 7e       | 10 000 m      |
| 2011 | Championnats du monde          | Daegu          | 9e       | 5 000 m       |
| 2012 | Jeux olympiques                | Londres        | 2e       | 10 000 m      |
| 2013 | Championnats du monde          | Moscou         | 8e       | 5 000 m       |
| 2013 | Championnats du monde          | Moscou         | 4e       | 10 000 m      |
| 2014 | Championnats du monde en salle | Sopot          | 4e       | 3 000 m       |
| 2015 | Championnats du monde          | Pékin          | 5e       | 10 000 m      |
| 2016 | Jeux olympiques                | Rio de Janeiro | 5e       | 10 000 m      |
| 2016 | Jeux olympiques                | Rio de Janeiro | 3e       | Marathon      |
| 2017 | Marathon de Chicago            | Chicago        | 1er      | Marathon      |
| 2018 | Semi-marathon Rome-Ostie       | Rome           | 1er      | Semi-marathon |
| 2018 | Marathon de Prague             | Prague         | 1er      | Marathon      |
| 2020 | Jeux olympiques                | Tokyo          | 8e       | Marathon      |

### National
- Championnats des États-Unis : 
  - Marathon : vainqueur en 2016
  - 10 000 m : vainqueur en 2009, 2010, 2011, 2012, 2013, 2014, 2015 et 2016 ; 2e en 2007 et 2008
  - 5 000 m : vainqueur en 2012

- Championnats NCAA :
  - 5 000 m : vainqueur en 2009
  - 10 000 m : vainqueur en 2009, 2e en 2007
  - salle : vainqueur du 3 000 m et du 5 000 en 2009
  - cross-country : vainqueur en 2008

## Records
| Épreuve       | Performance     | Lieu      | Date             |
| ------------- | --------------- | --------- | ---------------- |
| 1 500 m       | 3 min 34 s 15   | Bruxelles | 5 septembre 2014 |
| 5 000 m       | 12 min 58 s 90  | Eugene    | 2 juin 2012      |
| 10 000 m      | 26 min 44 s 36  | Eugene    | 30 mai 2014      |
| Semi-marathon | 59 min 47 s     | Rome      | 11 mars 2018     |
| Marathon      | 2 h 06 min 07 s | Prague    | 6 mai 2018       |